# Zălan
Zălan (węg. Zalán) – wieś w Rumunii, w okręgu Covasna, w gminie Bodoc. W 2011 roku liczyła 645 mieszkańców.